# Luc Grethen
Luc Grethen (født 1. december 1964 i Luxembourg by, Luxembourg) er en luxembourgsk komponist, professor, oboist, pianist og dirigent.
Grethen studerede komposition, orkestrering og direktion på Musikkonservatoriet i Luxembourg by, og herefter obo og engelskhorn på Musikkonservatorierne i Strasbourg i Frankrig og ved Mons i Belgien. Han har skrevet orkesterværker, kammermusik, klaverstykker, sange, orgelstykker etc. Grethen har en kandidatgrad i musikvidenskab, og har undervist som lektor fra 1990 og professor fra 1991 i musikpædagogik og musikhistorie på Musikkonservatoriet i Luxembourg by.

## Udvalgte værker
- Phonastram (1990) - for orkester
- Mission for pace (1995) - for orgel og orkester
- Euphoniumkoncert (2008) - for Euphonium og orkester
- I rummet på hovedet (1992) - for kammerorkester
- Egressus (Venstre) (2006) - for fløjteensemble
- Det lyserøde klaver (1988) - for klaver